# Беней
Бене́й (фр. Benayes, окс. Benaias) — коммуна во Франции, находится в регионе Лимузен. Департамент — Коррез. Входит в состав кантона Люберсак. Округ коммуны — Брив-ла-Гайярд.
Код INSEE коммуны — 19022.
Коммуна расположена приблизительно в 380 км к югу от Парижа, в 45 км юго-восточнее Лиможа, в 37 км к северо-западу от Тюля.

## Население
Население коммуны на 2008 год составляло 270 человек.
| 1962 | 1968 | 1975 | 1982 | 1990 | 1999 | 2008 |
| ---- | ---- | ---- | ---- | ---- | ---- | ---- |
| 394  | 472  | 412  | 365  | 310  | 289  | 270  |

## Администрация
| Период | Период | Фамилия           | Партия                  | Примечания |
| ------ | ------ | ----------------- | ----------------------- | ---------- |
| 2001   | 2008   | Жан-Клод Садарнак |                         |            |
| 2008   |        | Жан-Луи Мори      | Социалистическая партия |            |

## Экономика

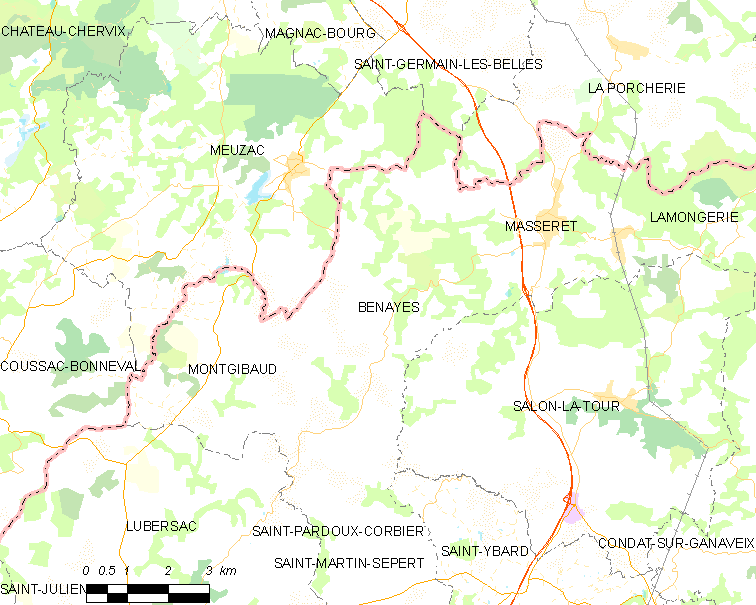
Карта коммуны

В 2007 году среди 151 человека в трудоспособном возрасте (15-64 лет) 109 были экономически активными, 42 — неактивными (показатель активности — 72,2 %, в 1999 году было 68,5 %). Из 109 активных работали 105 человек (60 мужчин и 45 женщин), безработных было 4 (3 мужчин и 1 женщина). Среди 42 неактивных 9 человек были учениками или студентами, 20 — пенсионерами, 13 были неактивными по другим причинам.